# 浄土宗西山深草派
浄土宗西山深草派（じょうどしゅう せいざんふかくさは）は、京都市中京区の誓願寺を総本山とする広義の浄土宗の一派。

## 本尊
- 阿弥陀如来

## 依拠の経典
- 浄土三部経

## 総本山
浄土宗西山深草派総本山
- 誓願寺（京都府京都市中京区）

http://www.fukakusa.or.jp/

## 歴史
そもそもは浄土宗の開祖法然上人の高弟である西山上人証空が、自らが唱える西山義の教えを広めたことに始まる。こうして証空によって唱えられた西山義はやがて浄土宗西山派として知恩院の浄土宗鎮西派に次ぐ浄土宗内での大きな派となっていく。
深草派はその浄土宗西山派の流れをくむ一派である。証空の弟子である深草流の立信（円空）が証空の教えの上に更に自らの考えをも交えて深草流を唱えだし、証空から受け継いだ誓願寺の他に京都深草に真宗院を建立して西山義、深草流の教えを広めたのが直接の始まりである。
至徳2年（1385年）、尭雲龍芸が洛陽本山円福寺の所化50余人を引き連れて、三河国山中郷に移り、檀林法蔵寺（愛知県岡崎市本宿町）を開いた経緯により、教線の大半が愛知県東部の三河地方にある。
1870年（明治3年）に浄土宗鎮西派（現在の宗教法人浄土宗）と浄土宗西山派が統一された。が、1876年（明治9年）9月25日に再び分裂する。この時に浄土宗西山派は西谷流・光明寺（粟生光明寺）が西本山、西谷流・禅林寺（永観堂）が東本山、深草流・誓願寺が北本山、深草流・円福寺が南本山となり、四本山制となる。
1919年（大正8年）4月30日、浄土宗西山派がそれぞれの考えの違いから光明寺を総本山とする浄土宗西山光明寺派、禅林寺を総本山とする浄土宗西山禅林寺派、誓願寺を総本山とする浄土宗西山深草派の三つに分裂する。この三つを総称して西山三派という。
1941年（昭和16年）3月31日、西山三派が国策により再び浄土宗西山派として統合されるが、太平洋戦争終結後の1948年（昭和23年）に再び三つに分裂する。その際、浄土宗西山光明寺派は名称を西山浄土宗に改めた。
1951年（昭和26年）、浄土宗西山深草派から真宗院を本山とする深草浄土宗が分派するが、1966年（昭和41年）、再び浄土宗西山深草派に合流した。

## 宗教法人浄土宗西山深草派
1966年（昭和41年）、深草浄土宗が合併・合流したことにより、新しい「宗教法人浄土宗西山深草派」が設立された。所在地は、京都市中京区新京極通三条下る桜之町453番地。総本山の誓願寺に位置する。
2013年（平成25年）、宝珠院（愛知県西尾市）住職の杉浦秀祐が健康上の理由により、「宗教法人浄土宗西山深草派」の宗務総長（代表役員）を退任。同年10月23日、妙福寺（愛知県碧南市）住職の加藤良邦が宗務総長に就任した。